# Ausztráliai kanalasréce
Az ausztráliai kanalasréce (Anas rhynchotis) a madarak osztályának lúdalakúak (Anseriformes) rendjébe és a récefélék (Anatidae) családjába tartozó faj.

## Előfordulása
Ausztrália és Új-Zéland területén honos. Megtalálható minden mocsaras vidékeken, de leginkább nagy zavartan sűr növényzetű édesvizű mocsaraknál. Néha látható nyílt vizeken és néha part mentén.

## Alfajai
- Anas rhynchotis rhynchotis – Ausztrália, Tasmánia
- Anas rhynchotis variegata – Új–Zéland

## Megjelenése
Testhossza 46-53 centiméter, testsúlya 650 gramm. Csőre kék színű, kifele haladva szélesedő. A hím fejeteteje, háta és farka fekete. Csőre mellett is található egy fekete sáv, amelyet egy fehér csík választ el az indigó színű arcától. Oldala barna színű. Hasa fehér és barna pöttyös. A tojó tollazata egyszerű, fehér és barna pöttyös. A hím lába erős narancssárga, míg a tojóé halványabb.

## Életmódja
Rovarokkal, rákokkal és különféle növényekkel táplálkozik.

## Szaporodása
Párzási időszaka  augusztustól decemberig tart. Fészkét a földre építi sűrű aljnövényzetbe. Fészekalja 9–11 tojásból áll, melyet csak a tojó költ 25 napon keresztül. A fiókákat is csak a tojó eteti.